# 卡斯科 (緬因州)
卡斯科（英語：Casco）是一個位於美國緬因州坎伯蘭縣的市鎮。

## 人口
根據2020年美國人口普查的數據，卡斯科的面積為98.45平方千米，當中陸地面積為80.91平方千米，而水域面積為17.53平方千米。當地共有人口3646人，而人口密度為每平方千米37人。